# 中国北方国际射击场
40°14′14″N 116°06′07″E / 40.237179°N 116.101945°E
中国北方国际射击场（英語：China North International Shooting Range）位于北京市昌平区南口镇以西约1.5公里处，是中华人民共和国境内第一家营利性质的射击场，曾为国家3A级旅游景区。在中国境内严格禁枪的背景下，北方国际射击场是少见的一般民众可以合法接触到火器并进行实弹射击的场所。

## 历史
20世纪70年代末，中共十三大提出“以经济建设为中心”后，中国政府为国防科技工业制定了“军民结合”方针，开始实施“军转民”。在此大背景下，北方国际射击场于1987年7月建成，时任国防部长张爱萍到场剪彩、并为北方国际射击场题名。
2020年8月，北京市文化和旅游局举办“首届北京网红打卡地评选”活动，北方国际射击场曾与附近的长峪城抗战遗址、狼儿峪红色旅游景区组合成“红色强国之旅”线路参与了评选。2022年11月，北京市文化和旅游局将北方国际射击场纳入2022年红色旅游景区名单。除接待公安民警参加枪支与实弹射击训练外，也接待青少年团体以国防教育为主题的参观、训练。
北方国际射击场是中国公共安全行业标准《营业性射击场设置与安全防范要求》（GA1798-2021）的主要起草单位之一。
2024年3月28日，因景区的主营射击业务无法恢复，北方国际射击场向昌平区文旅局提出撤销3A级旅游景区的申请，经批准，其国家3A级旅游景区等级资质于5月8日被正式撤销。

## 主要设施

### 接待大厅
接待大厅内设有总服务台、选枪室、商品区、休息室、更衣室与4座庭院，庭院以北自西向东依次为步枪射击位、手枪射击位、VIP手枪射击位、VIP步枪射击位，厅外北侧为室内设计馆、东侧为飞碟射击区。根据北方国际射击场的射击登记管理规定，所有参与射击活动的人员均需持个人身份证件进行登记，若无介绍信则仅可使用子弹口径不大于.22 LR的民用枪支，独自一人无法登记、2人及以上才可以登记参加射击活动。

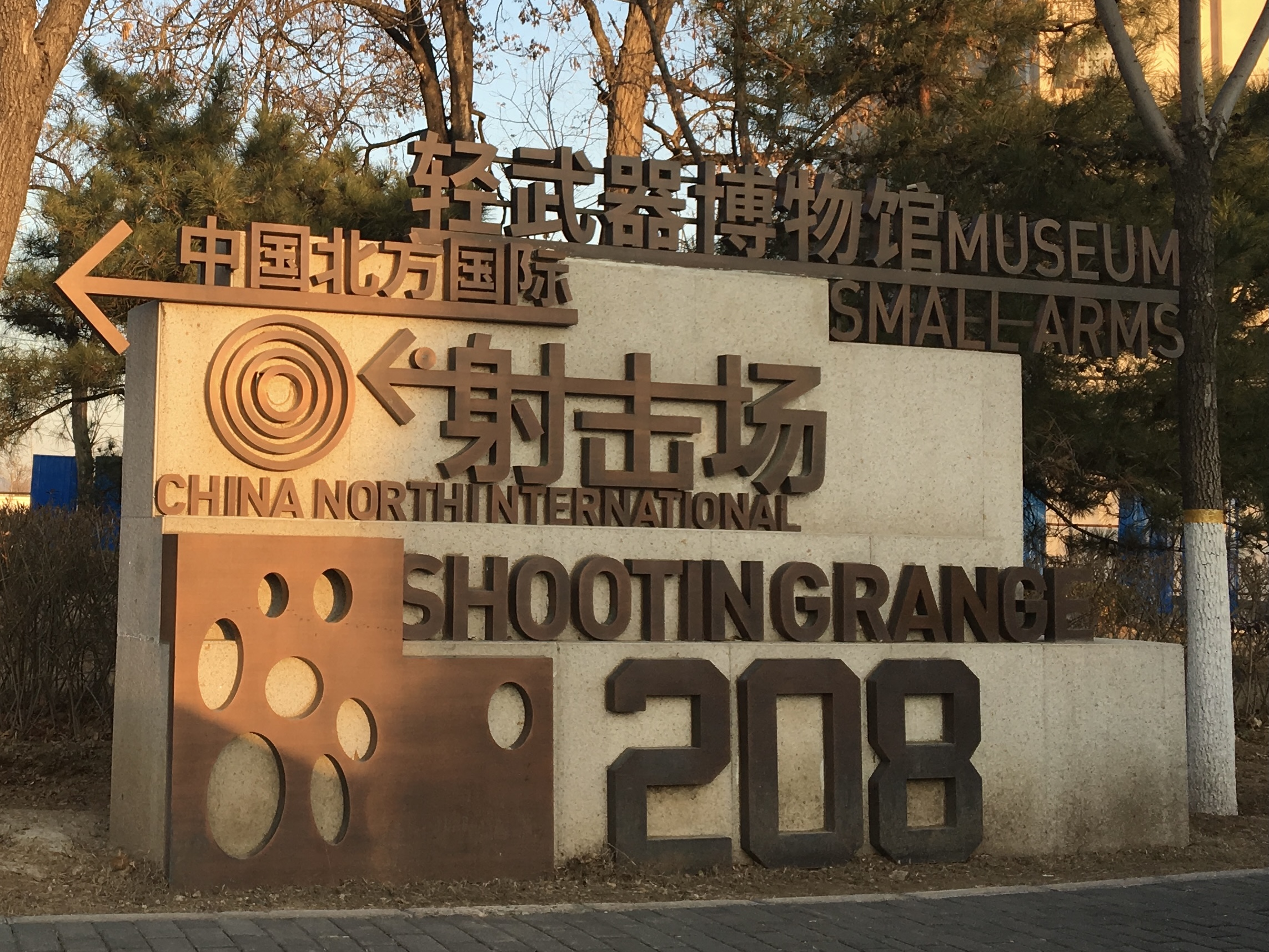
指向射击场的路牌
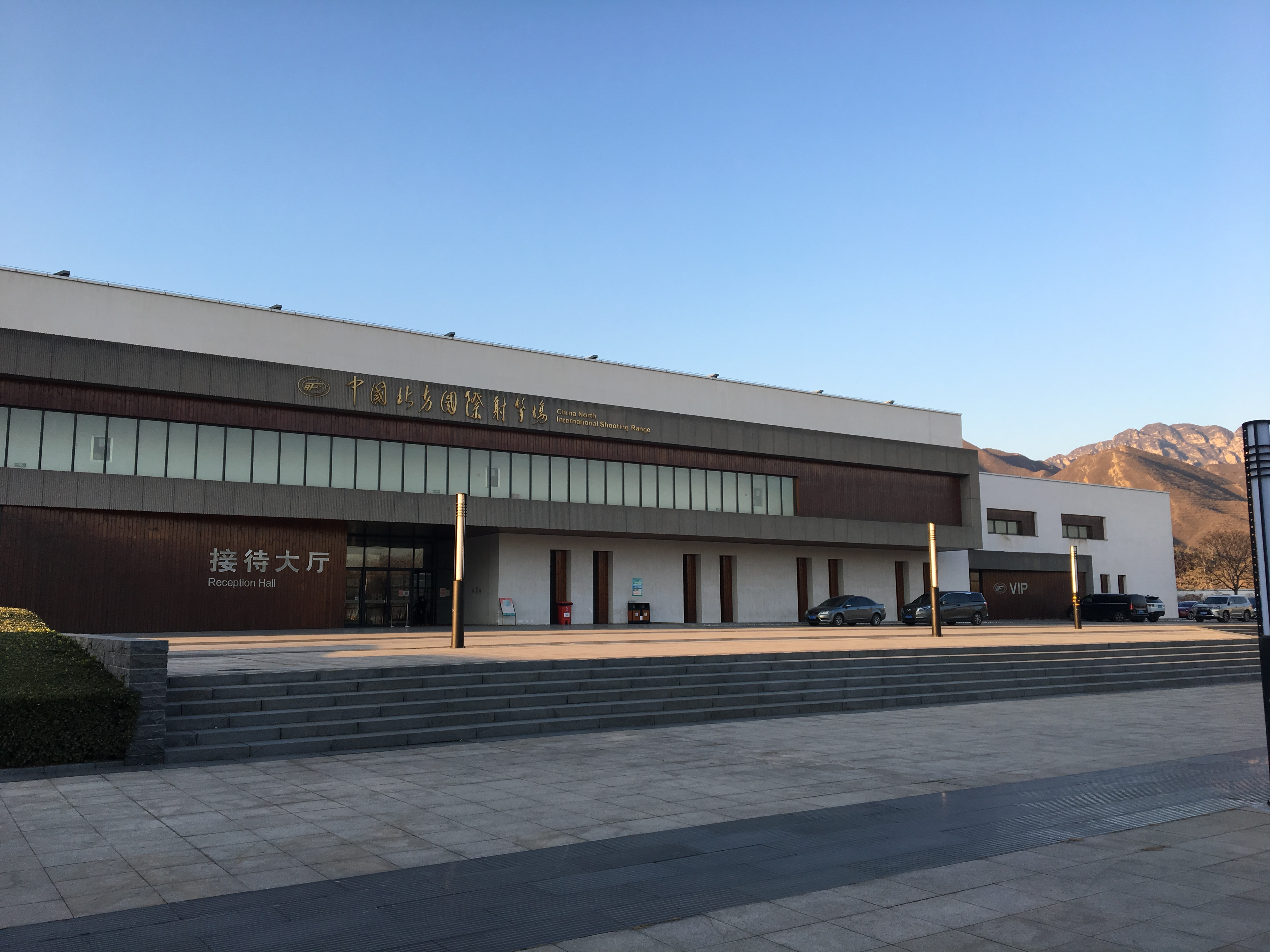
接待大厅入口，右侧为VIP入口
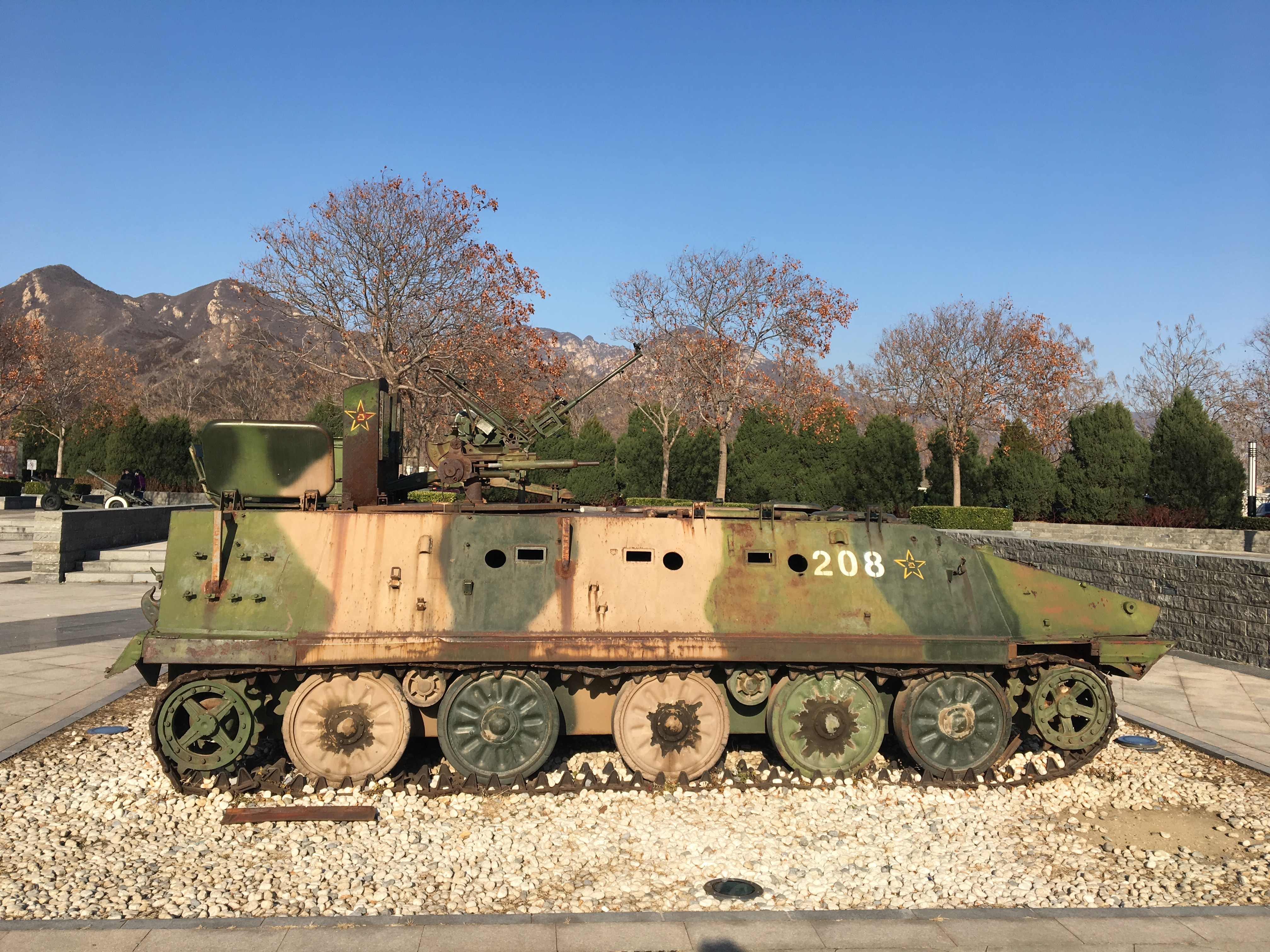
射击场前广场上的战车

### 射击大厅
靶场设有200米靶道2条，100米靶道18条，25米手枪靶道8条，飞碟靶场1个，室内射击馆1个。为保证安全，射击活动进行时每个靶位均会设置一名安全技术人员，负责枪、弹管理和指导射击活动。

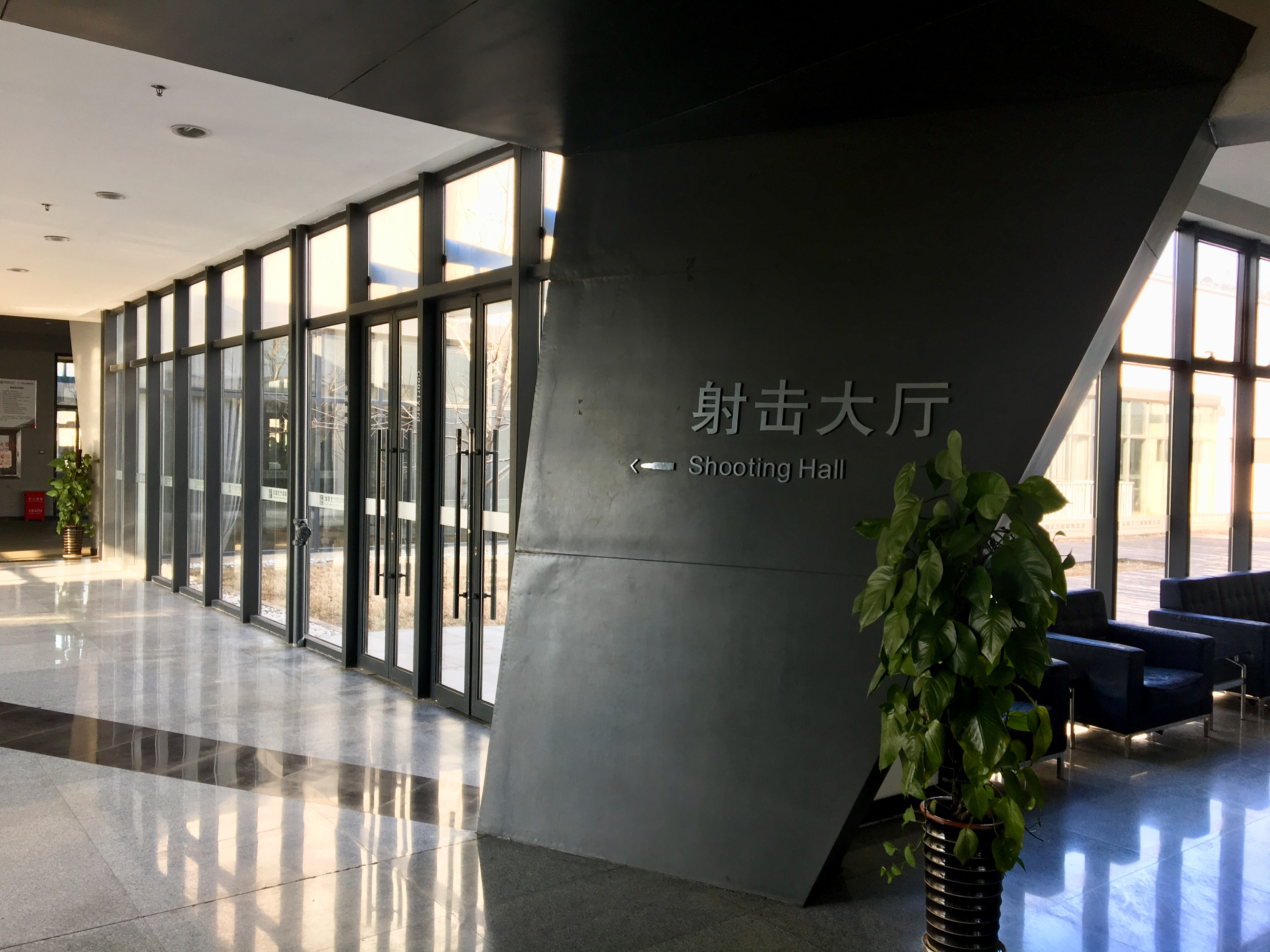
射击大厅入口
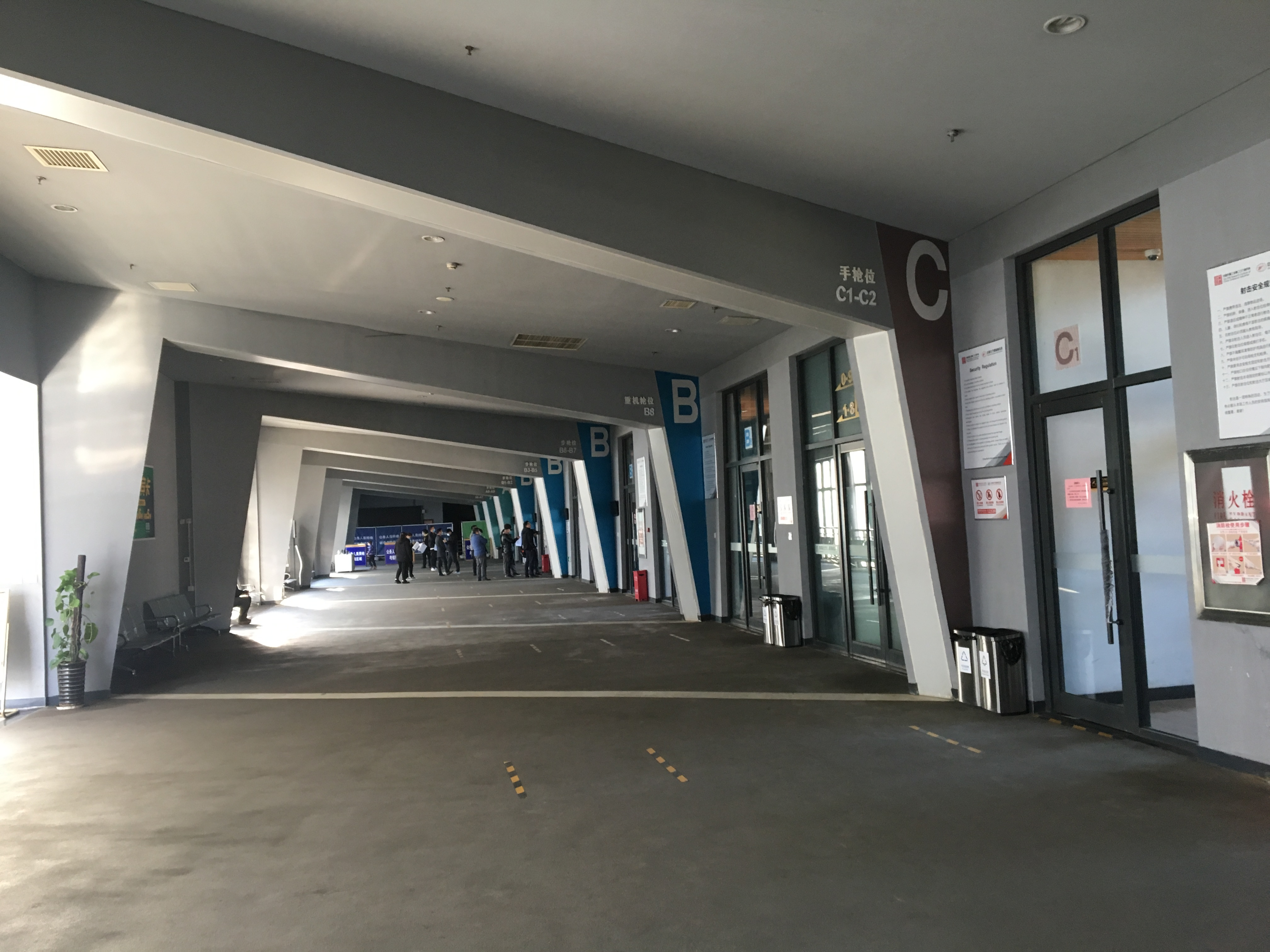
射击大厅内部
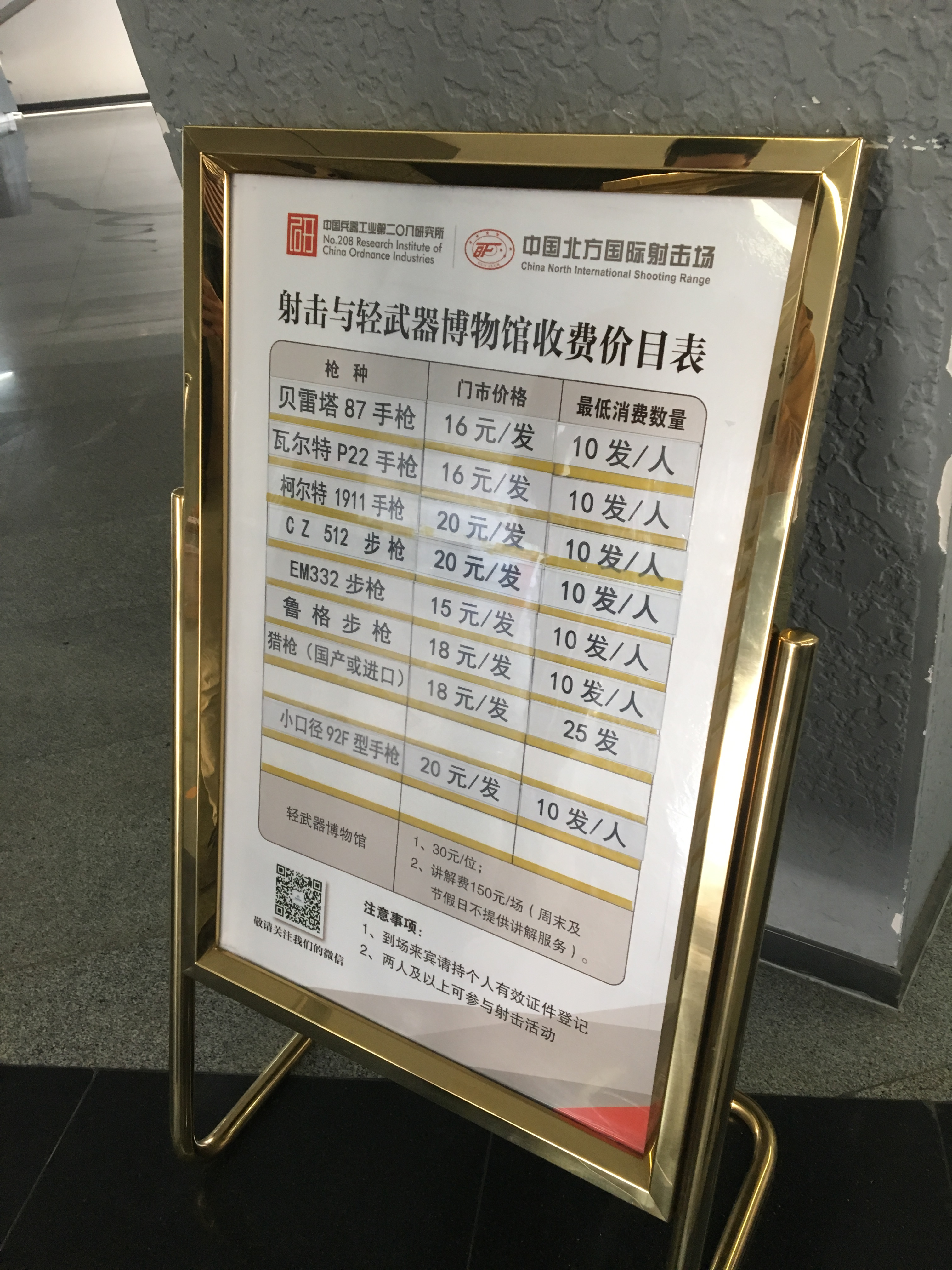
射击收费价目表，摄于2020年11月

### 轻武器博物馆
轻武器博物馆开放于2012年5月，位于射击场南侧，是中国境内唯一的轻武器专业博物馆。博物馆室内展厅约6,000余平米，分为世界厅（一层）与中国厅（二层），馆藏2,000余件轻武器相关展品（其中轻武器实物600余件）、图片400余幅，以轻武器的发展历史为主线，涵盖冷兵器、热兵器、现代兵器，以及未来轻武器。

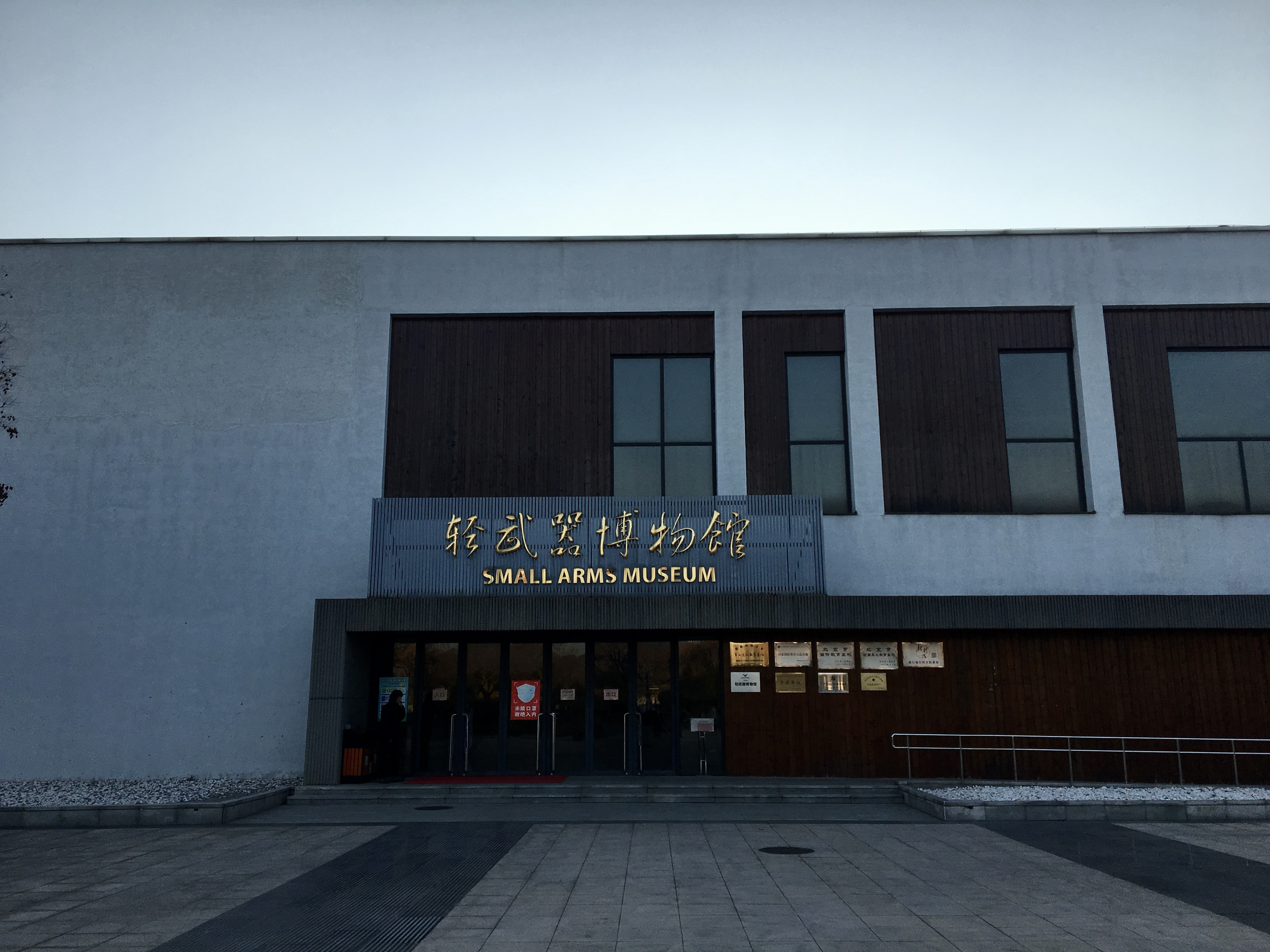
轻武器博物馆入口
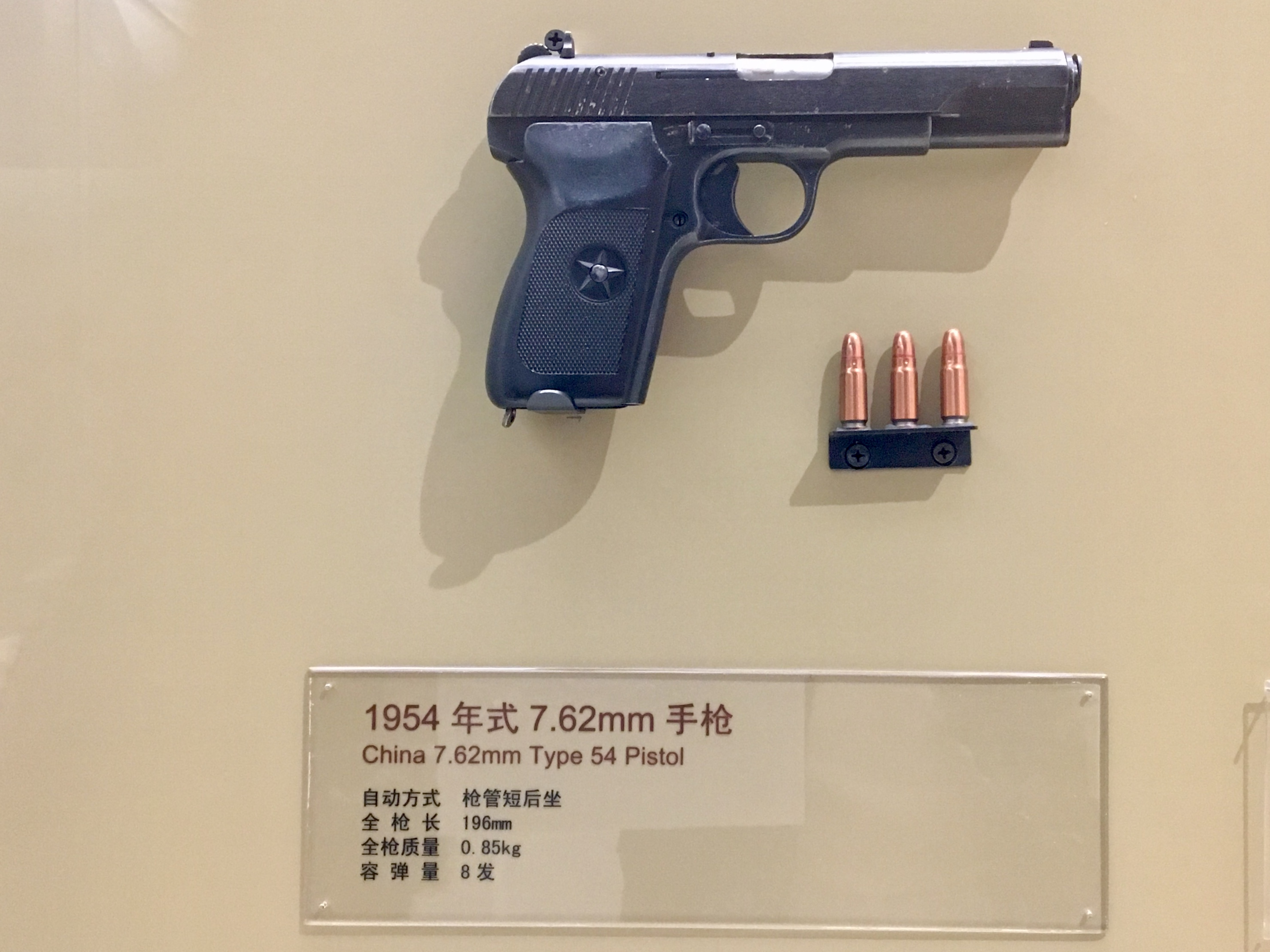
馆内陈列的中国54式手枪
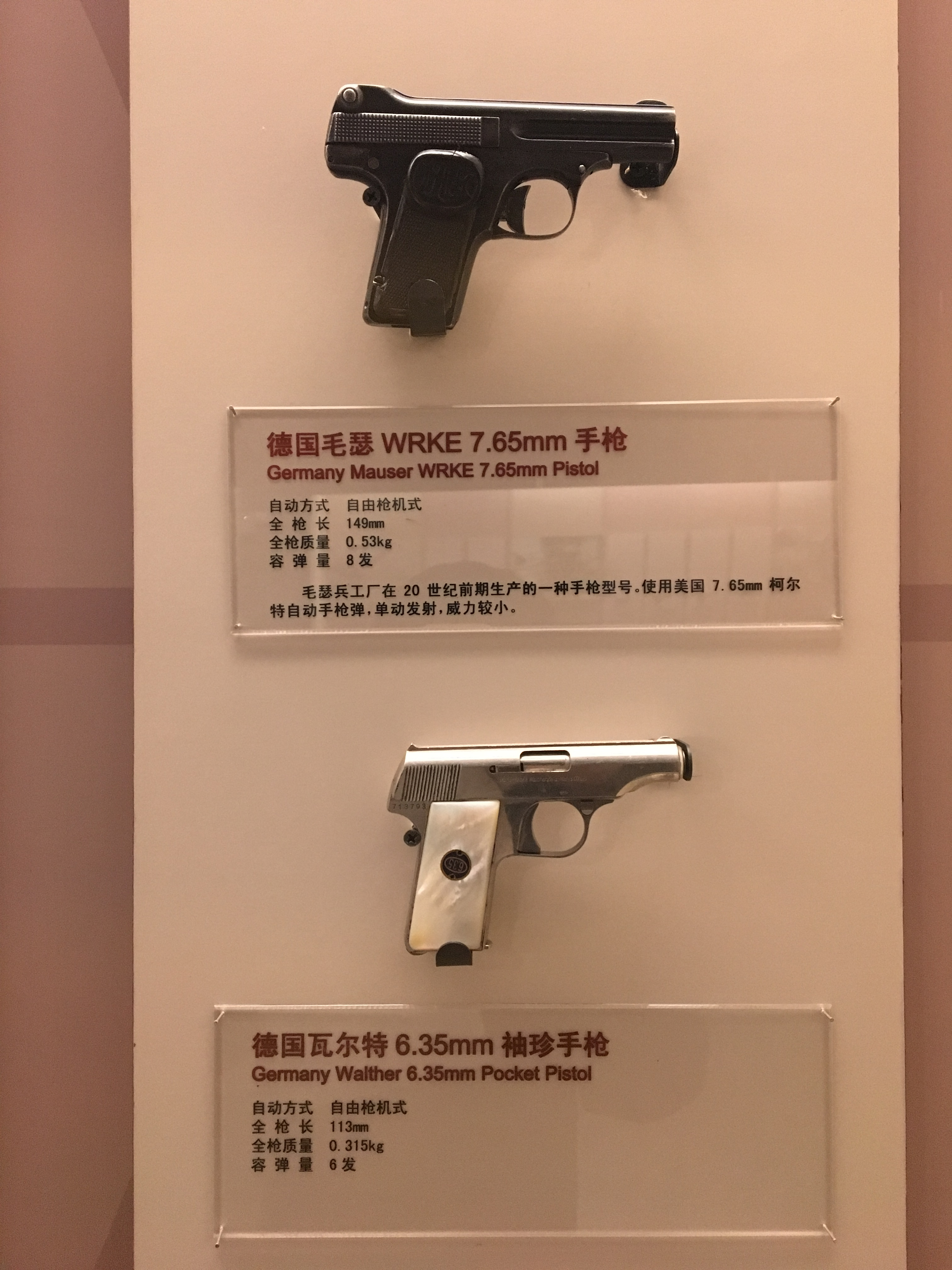
馆内陈列的德国毛瑟手枪与瓦尔特袖珍手枪（英语：Pocket pistol）
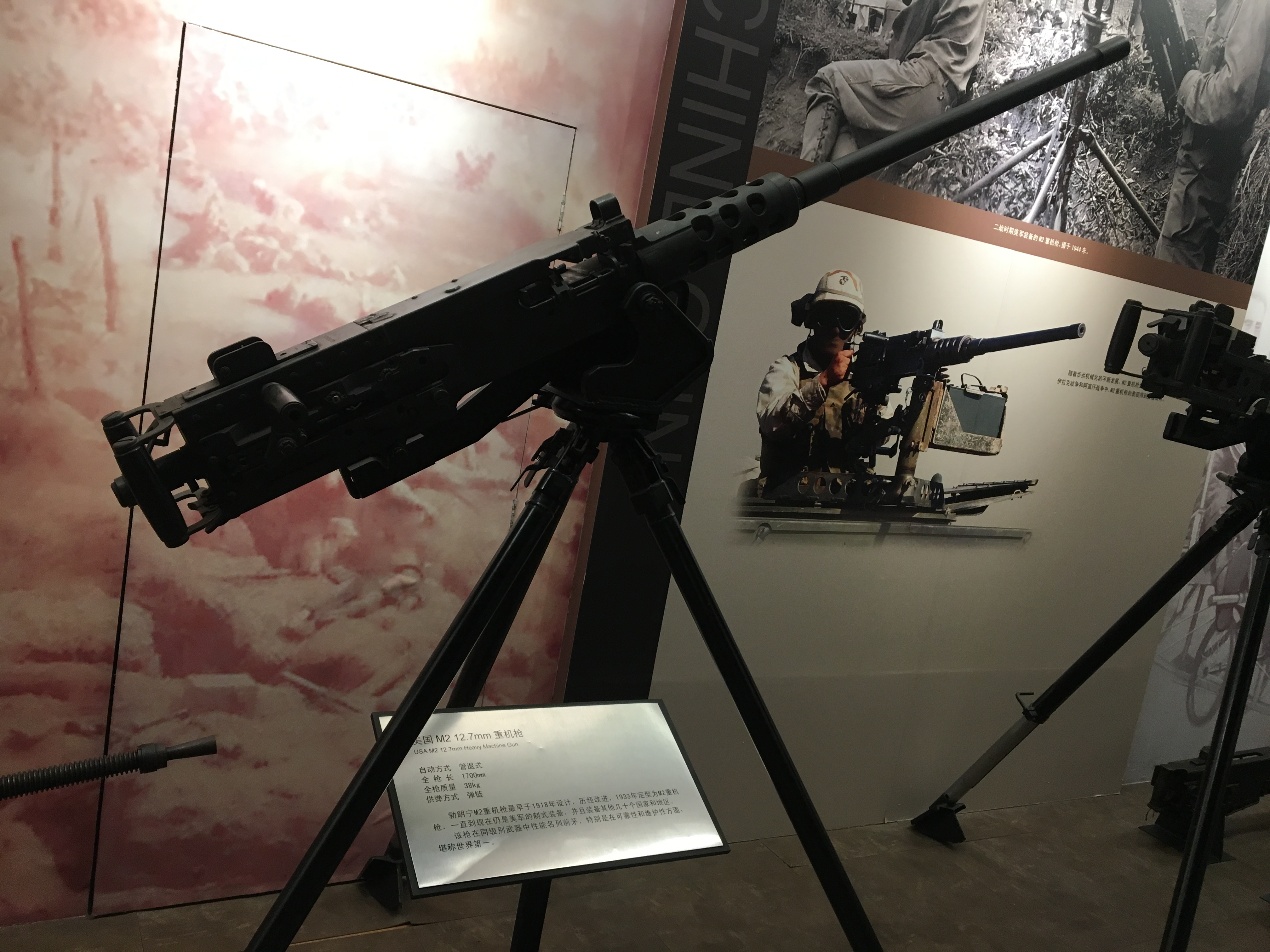
馆内陈列的美国M2重机枪
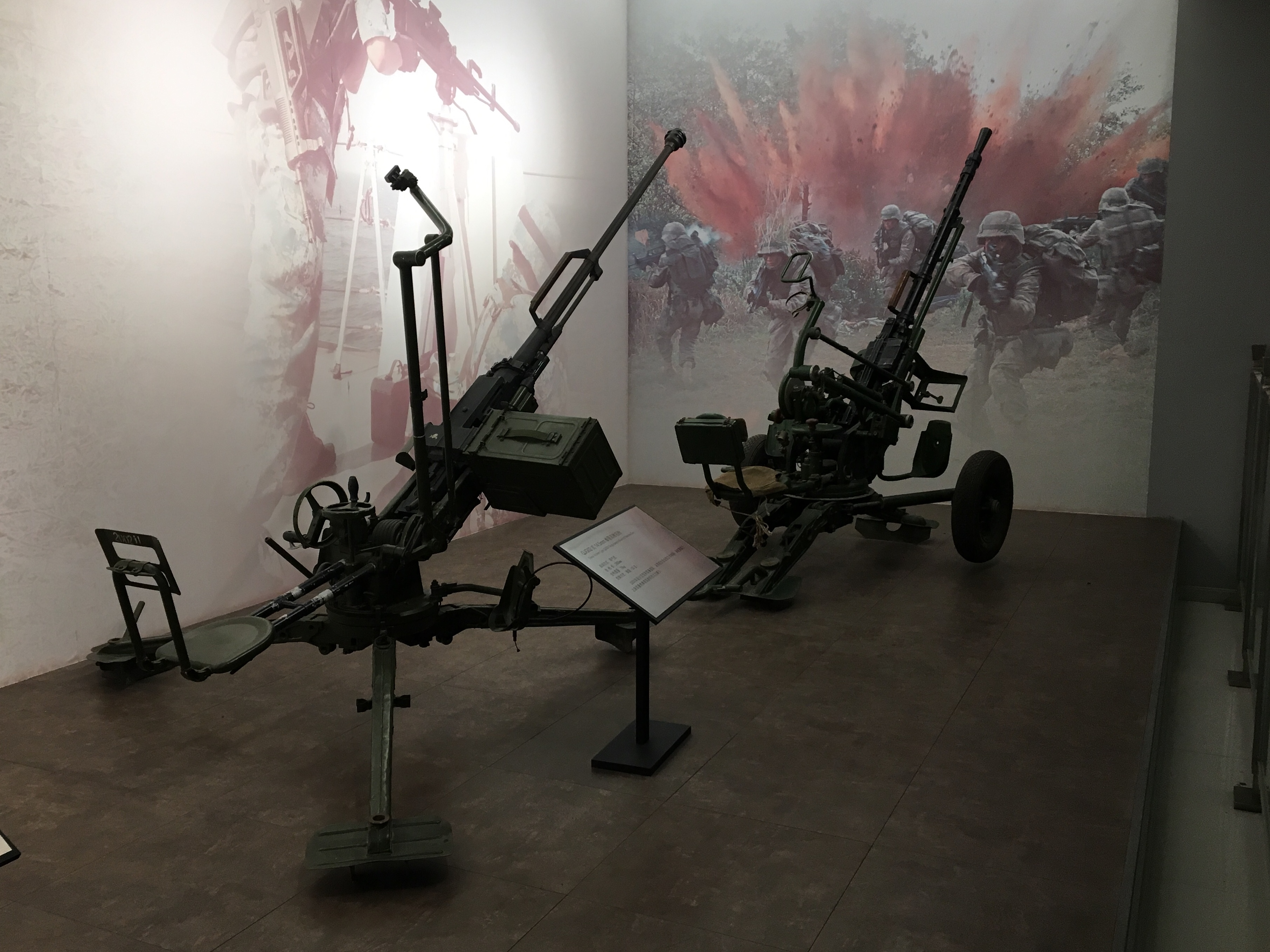
馆内陈列的中国QJG02高射机枪

## 交通

### 驾车
京藏高速八达岭高速公路过西关环岛出陈庄出口后左转南口方向，南口镇西约1.5公里。

### 公共交通
北京公交昌11路设有“208研究所站”。

## 附近
- 明十三陵
- 八达岭